# Georg Grimm
Pour les articles homonymes, voir Grimm.
Johann Georg Grimm, né le 22 avril 1846 à Immenstadt im Allgäu et mort le 18 décembre 1887 à Palerme, est un peintre, professeur, designer et décorateur bavarois, actif quelque temps au Brésil.

## Études et voyages
Georg Grimm fait ses études à l'académie des beaux-arts de Munich entre 1868 et 1870, où il a été probablement un élève de Karl von Piloty et Franz Adam. Après avoir voyagé en Europe, Moyen-Orient et en Afrique, il arrive au Brésil en 1878, où il voyage dans la région de Rio de Janeiro et de Minas Gerais. Il y exécute des études de paysages.

## Rio de Janeiro
Installé à la Cour, il s'associe à un compatriote du nom de Steckel qui a une société de peinture et de décoration. Il est parfois embauché par des éleveurs pour exécuter des paysages de leurs propriétés d'une précision presque photographique.
Entre 1882 et 1884, il est professeur par intérim de paysages, fleurs et animaux à l'académie impériale des beaux-arts, où il introduit l'étude de la peinture en plein air.

## Le groupe de Grimm
À la mi-1884, il quitte l'académie en raison de désaccords sur les méthodes d'enseignement et est suivi par quelques étudiants, formant le « groupe de Grimm », dont Antonio Parreiras et Castagneto seront les membres les plus importants dans l'histoire de l'art brésilien.
Jusqu'en 1886, il travaille sur commande et en 1887 retourne en Europe peu de temps avant de mourir à Palerme, où il est enterré dans le cimetière Santa Maria dei Rotoli.

## Œuvres de Georg Grimm peintes au Brésil

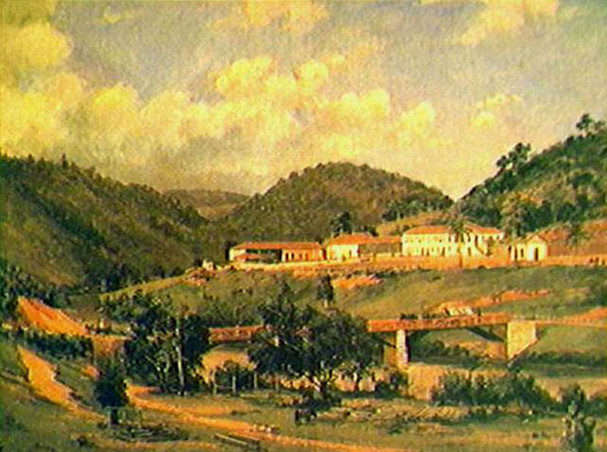
Fazenda das Águas Claras, em São José do Rio Preto (1879)
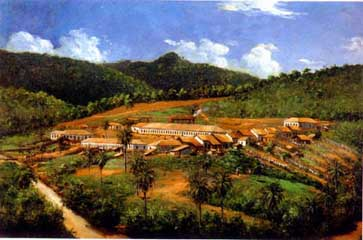
Fazenda Marzagão (1880)
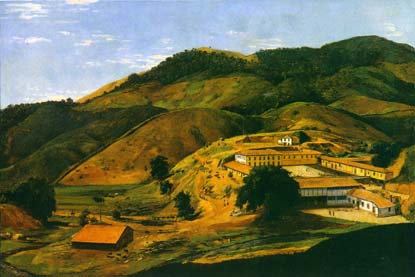
Fazenda Recreio - Bemposta (1881)
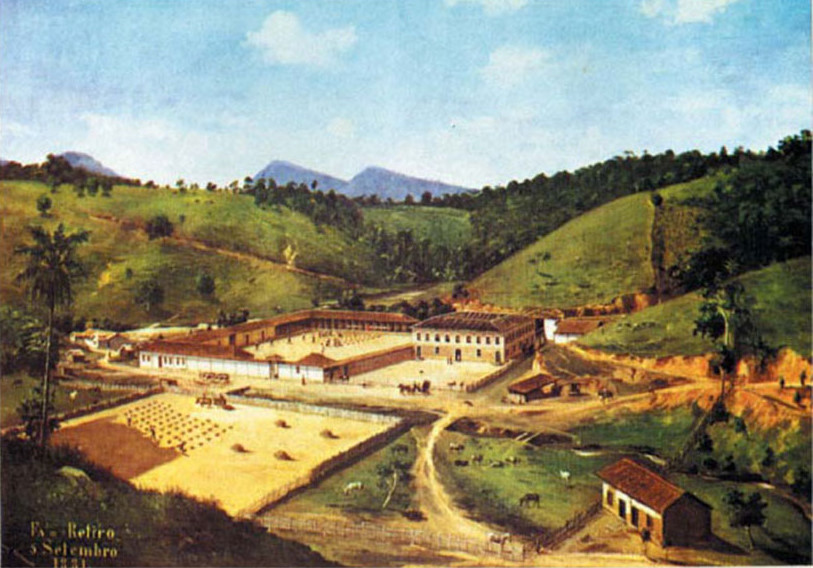
Fazenda Retiro (1881) Universidade de São Paolo
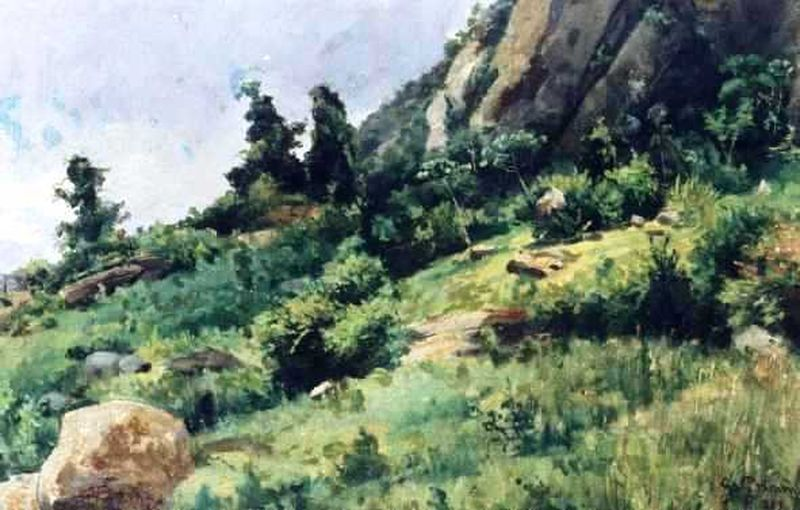
Paisagem (1883) Museu Antônio Parreiras
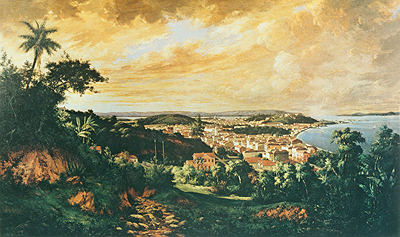
Vista do Rio de Janeiro, Tomada da Rua Senador Cassiano, em Santa Teresa (1883) Coleção Sergio Sahione Fadel
Vista do cavalão (1884) Acervo do Museu Nacional de Belas Artes
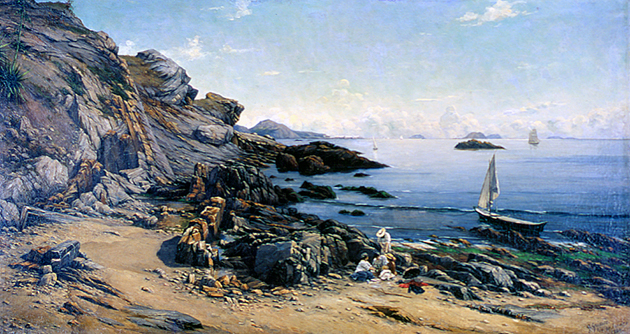
Vista da Ponta de Icaraí (1884) Coleção Sergio Sahione Fadel
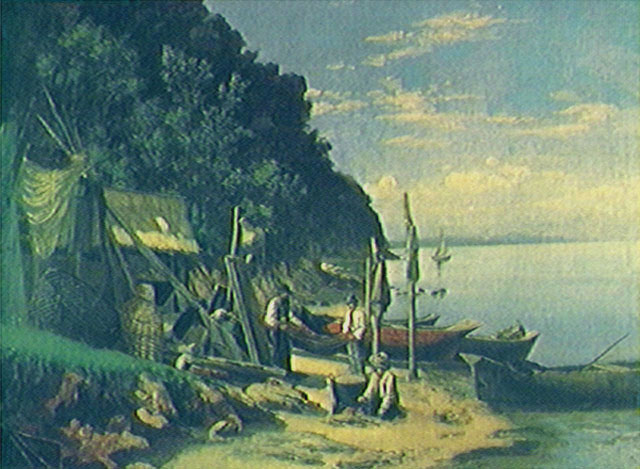
Ilha da Boa Viagem (1884) Coleção Particular
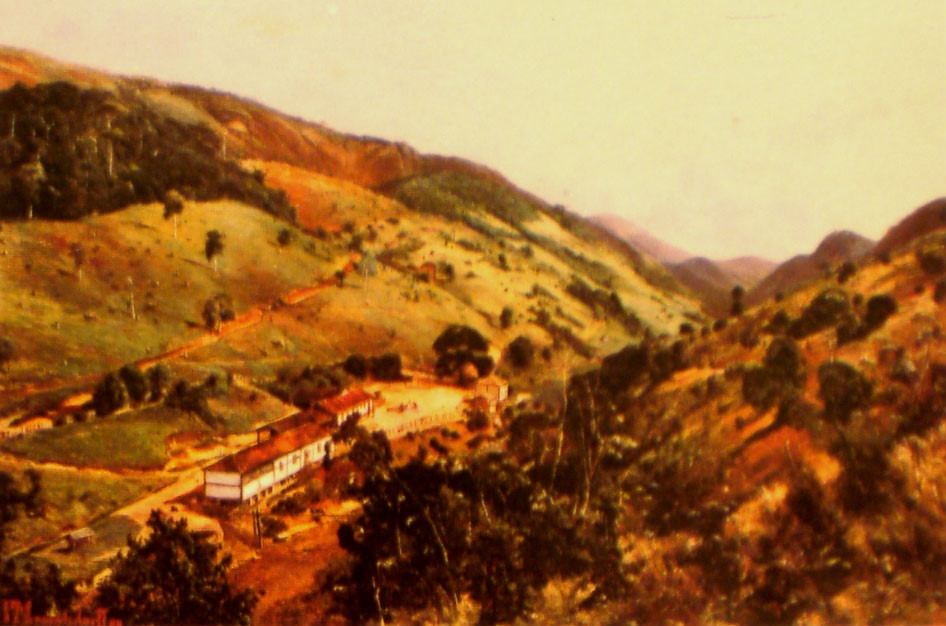
Paisagem com Fazenda de Café (1884) Pinakotheke/Galeria de Arte (Rio de Janeiro)
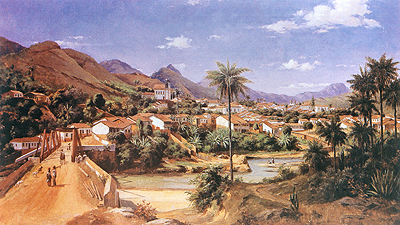
Vista Panorâmica de Sabará (1885) Coleção Sergio Sahione Fadel
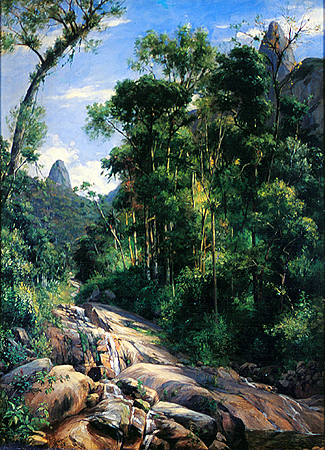
Cascatinha de Teresópolis (1885) Coleção Particular
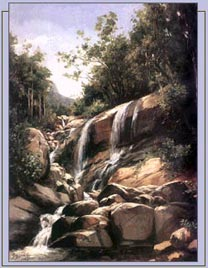
Trecho de Paisagem com Cascata (1885) Coleção Particular
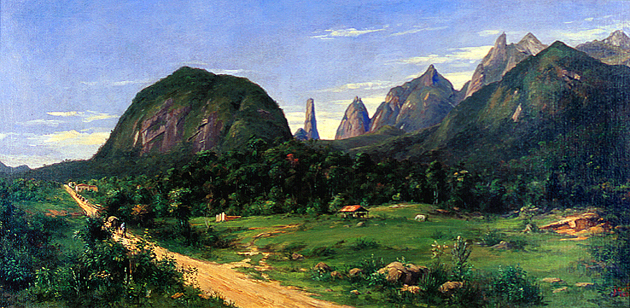
Vista de Teresópolis (1885) Coleção Particular
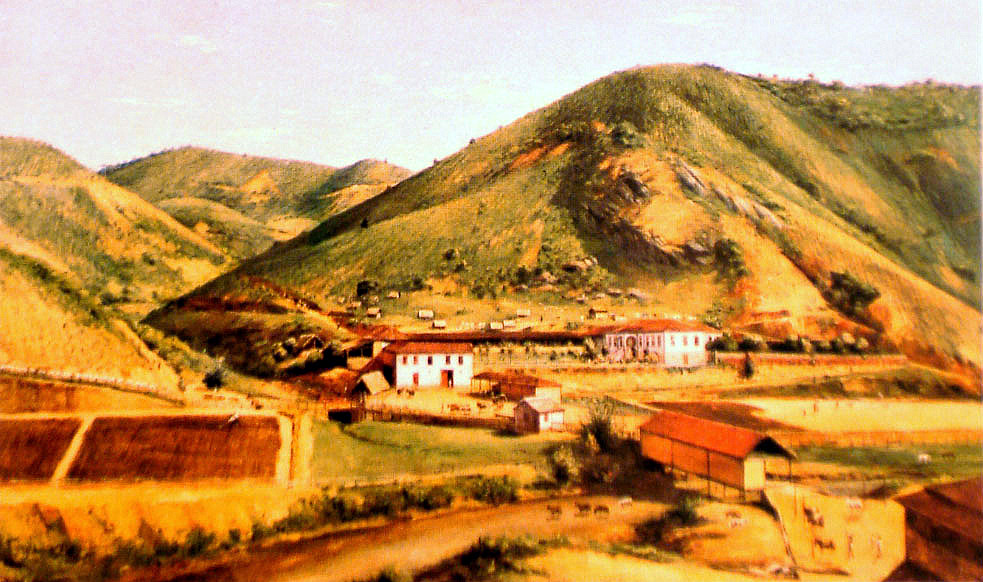
Fazenda do Belém, em São José do Rio Preto (1886) Coleção Particular
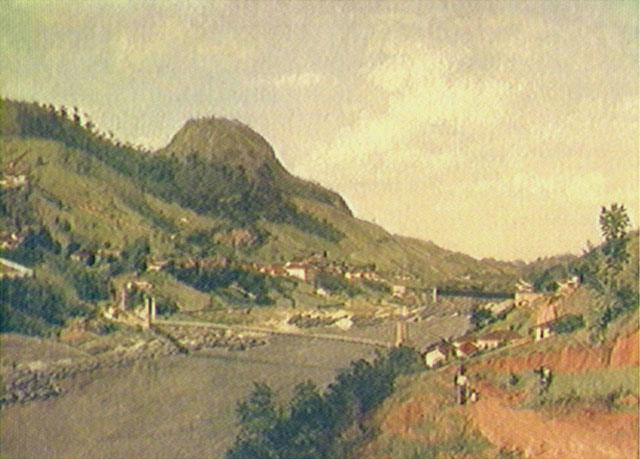
Vista da Cidade de Sapucaia (1886)
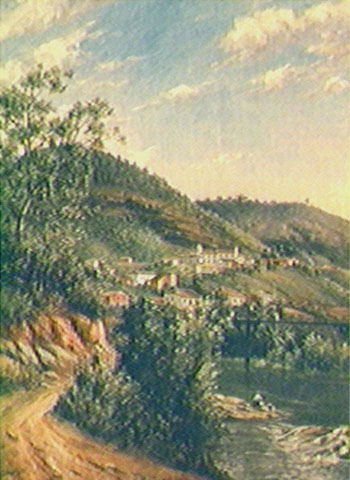
Vista da Cidade de São José do Rio Preto (1886) Coleção Particular
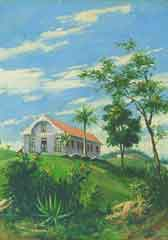
Fazenda em Paraíba do Sul (1886)
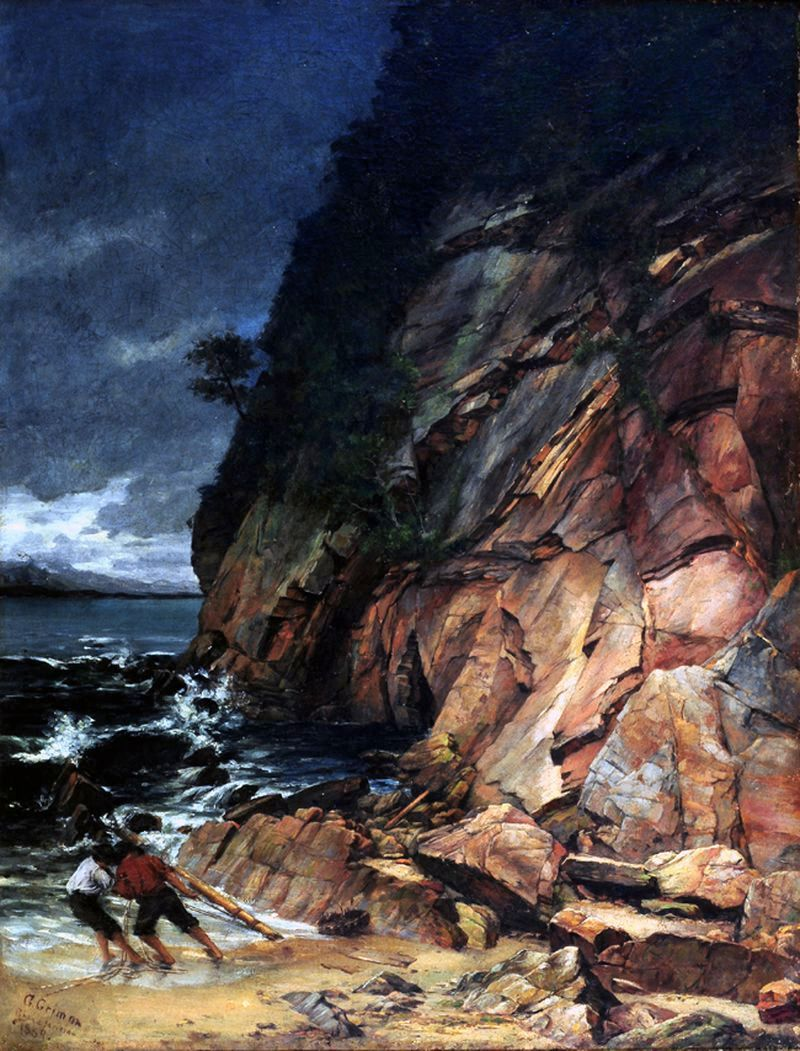
Rochedo da Boa Viagem (1887) Museu Antônio Parreiras
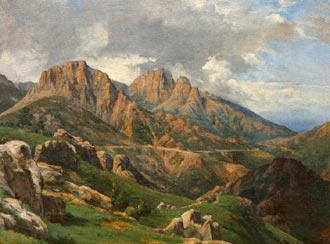
Brasilianische Berglandschaft Museum Hofmühle, Immenstadt